# مکزیک در المپیک تابستانی ۲۰۲۴
کاروان المپیکی مکزیک، یکی از کاروان‌های شرکت‌کننده در بازی‌های المپیک تابستانی ۲۰۲۴ بود. این مسابقات از ۲۶ ژوئیه تا ۱۱ اوت ۲۰۲۴ (۵ تا ۲۱ امرداد ۱۴۰۳ خورشیدی) به میزبانی پاریس، پایتخت فرانسه برگزار شد. این حضور، بیست و پنجمین حضور کاروان ورزشی مکزیک در بازی‌های المپیک تابستانی بود. آنها با کسب ۵ مدال (۳ نقره و ۲ برنز)، توانستند در رده‌بندی این دوره المپیک جایگاه شصت و پنجم را به‌دست آورند.

## مدال‌آوران
| مدال | ورزشکاران                                    | ورزش              | رویداد                    | تاریخ    |
| ---- | -------------------------------------------- | ----------------- | ------------------------- | -------- |
| نقره | پریسکا آویتی آلکاراس                         | جودو              | ۶۳ک. گ زنان               | ۳۰ ژوئیه |
| نقره | اوسمار اولورا خوان سلایا                     | شیرجه             | تخته‌پرش ۳ متر هم‌گام مردان | ۲ اوت    |
| نقره | مارکو وارده                                  | بوکس              | ۷۱ ک. گ مردان             | ۹ اوت    |
| برنز | آنخلا رویس آلخاندرا والنسیا آنا پائولا واسکس | تیراندازی با کمان | تیم زنان                  | ۲۸ ژوئیه |
| برنز | اوسمار اولورا                                | شیرجه             | تخته‌پرش ۳ متر مردان       | ۸ اوت    |

| ورزش      | 1 | 2 | 3 | کل |
| شیرجه     | ۰ | ۱ | ۱ | ۲  |
| جودو      | ۰ | ۱ | ۰ | ۱  |
| بوکس      | ۰ | ۱ | ۰ | ۱  |
| تیراندازی | ۰ | ۰ | ۱ | ۱  |
| کل        | ۰ | ۳ | ۲ | ۵  |

| مدال براساس جنسیت | مدال براساس جنسیت | مدال براساس جنسیت | مدال براساس جنسیت | مدال براساس جنسیت | مدال براساس جنسیت |
| ----------------- | ----------------- | ----------------- | ----------------- | ----------------- | ----------------- |
| جنسیت             | 1                 | 2                 | 3                 | کل                |                   |
| مردان             | ۰                 | ۲                 | ۱                 | ۳                 |                   |
| زنان              | ۰                 | ۱                 | ۱                 | ۲                 |                   |
| مختلط             | ۰                 | ۰                 | ۰                 | ۰                 |                   |
| کل                | ۰                 | ۳                 | ۲                 | ۵                 |                   |

| روز      | 1 | 2 | 3 | کل |
| ۲۸ ژوئیه | ۰ | ۰ | ۱ | ۱  |
| ۲۹ ژوئیه | ۰ | ۰ | ۰ | ۰  |
| ۳۰ ژوئیه | ۰ | ۱ | ۰ | ۱  |
| ۳۱ ژوئیه | ۰ | ۰ | ۰ | ۰  |
| ۱ اوت    | ۰ | ۰ | ۰ | ۰  |
| ۲ اوت    | ۰ | ۱ | ۰ | ۱  |
| ۳ اوت    | ۰ | ۰ | ۰ | ۰  |
| ۴ اوت    | ۰ | ۰ | ۰ | ۰  |
| ۵ اوت    | ۰ | ۰ | ۰ | ۰  |
| ۶ اوت    | ۰ | ۰ | ۰ | ۰  |
| ۷ اوت    | ۰ | ۰ | ۰ | ۰  |
| ۸ اوت    | ۰ | ۰ | ۱ | ۱  |
| ۹ اوت    | ۰ | ۱ | ۰ | ۱  |
| کل       | ۰ | ۳ | ۲ | ۵  |

| چند مداله‌ها   | چند مداله‌ها | چند مداله‌ها | چند مداله‌ها | چند مداله‌ها | چند مداله‌ها | چند مداله‌ها |
| ------------- | ----------- | ----------- | ----------- | ----------- | ----------- | ----------- |
| ورزشکار       | ورزش        | 1           | 2           | 3           | کل          |             |
| اوسمار اولورا | شیرجه       | ۰           | ۱           | ۱           | ۲           |             |

## شرکت‌کنندگان
در زیر، فهرستی از ورزش‌هایی که کاروان مکزیک در آن‌ها به رقابت پرداخت قابل مشاهده است.
| ورزش              | مردان | زنان | کل  |
| ----------------- | ----- | ---- | --- |
| تیراندازی با کمان | ۳     | ۳    | ۶   |
| شنای موزون        | ۰     | ۸    | ۸   |
| دو و میدانی       | ۹     | ۹    | ۱۸  |
| بدمینتون          | ۱     | ۰    | ۱   |
| بوکس              | ۲     | ۲    | ۴   |
| قایقرانی          | ۰     | ۳    | ۳   |
| دوچرخه‌سواری       | ۲     | ۶    | ۸   |
| شیرجه             | ۵     | ۴    | ۹   |
| سوارکاری          | ۳     | ۰    | ۳   |
| شمشیربازی         | ۱     | ۰    | ۱   |
| گلف               | ۲     | ۲    | ۴   |
| ژیمناستیک         | ۰     | ۸    | ۸   |
| جودو              | ۰     | ۲    | ۲   |
| پنج‌گانه مدرن      | ۲     | ۲    | ۴   |
| روئینگ            | ۲     | ۱    | ۳   |
| قایقرانی بادبانی  | ۰     | ۲    | ۲   |
| تیراندازی         | ۲     | ۳    | ۵   |
| موج‌سواری          | ۱     | ۰    | ۱   |
| شنا               | ۴     | ۲    | ۶   |
| تنیس روی میز      | ۱     | ۱    | ۲   |
| تکواندو           | ۱     | ۱    | ۲   |
| سه‌گانه            | ۲     | ۲    | ۴   |
| وزنه‌برداری        | ۰     | ۱    | ۱   |
| کشتی              | ۲     | ۰    | ۲   |
| کل                | ۴۵    | ۶۲   | ۱۰۷ |